# Chlorophorus vartianae
Chlorophorus vartianae là một loài bọ cánh cứng trong họ Cerambycidae.